# Saint-Pierre-des-Loges

Saint-Pierre-des-Loges este o comună în departamentul Orne, Franța. În 1 ianuarie 2022 avea o populație de 160 de locuitori.